# Seń Goruk
Seń Goruk, lub Semen Horuk, pol. Szymon Goruk (ukr. Сень Ґорук, ur. 13 września 1873, niektóre źródła podają 12 września 1875 w Śniatynie, zm. 1920 w ZSRR) – ukraiński dziennikarz, oficer Legionu Ukraińskich Strzelców Siczowych i Ukraińskiej Armii Halickiej.

## Życiorys
Ukończył gimnazjum w Kołomyi, następnie studia na Uniwersytecie Lwowskim.
Był działaczem organizacji „Mołoda Ukraina” i Partii Chrześcijańsko-Społecznej, jak również redaktorem czasopisma „Rusłan” i jednym z organizatorów „Sokiła” w Galicji.
Był jednym z organizatorów Legionu USS, na początku jako dowódca sotni, a od listopada 1914 – kurenia. Uczestniczył w walkach ma Makiwce i pod Łysonią, został ranny w bitwie pod Potutorami.
W październiku 1918 uczestniczył w pracach Ukraińskiego Generalnego Komisariatu Wojskowego, który przygotowywał zajęcie Lwowa w listopadzie 1918.
Od 5 listopada do 10 grudnia 1918 był szefem sztabu Komendy Głównej UHA. Brał udział w wojnie polsko-ukraińskiej i wojnie ukraińsko-bolszewickiej.
Został wzięty do bolszewickiej niewoli w kwietniu 1920 w Kijowie i uwięziony w obozie jenieckim Kożuchow pod Moskwą. W czerwcu 1920 został wywiezionu do obozu specjalnego na Wyspach Sołowieckich, gdzie zmarł.